# Drimia
Genre
Classification phylogénétique
Drimia est un genre des plantes herbacées de la famille des Liliaceae selon la classification classique, ou des Asparagaceae ou des Hyacinthaceae selon la classification phylogénétique.
On considère généralement à l'heure actuelle que le genre Urginea est synonyme à Drimia.

## Listes d'espèces
- Drimia altissima (L.f.) Ker Gawl.
- Drimia brachystachys (Baker) Stedje
- Drimia calcarata (Baker) Stedje
- Drimia capensis (Burm.f.) Wijnands
- Drimia delagoensis (Baker) Jessop
- Drimia depressa (Baker) Jessop
- Drimia fragrans (Jacq.) J.C.Manning & Goldblatt
- Drimia indica (Roxb.) Jessop
- Drimia macrocentra (Baker) Jessop
- Drimia maritima (L.) Stearn - Scille maritime
- Drimia physodes (Jacq.) Jessop
- Drimia pusilla Jacq.ex Willd.
- Drimia sanguinea (Schinz) Jessop